# هستی‌شناسی

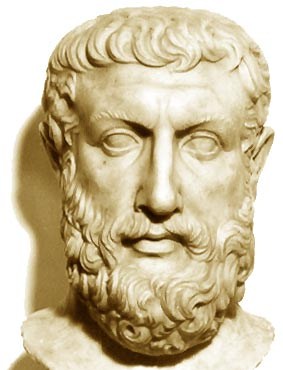
پارمیندس در میان نخستین کسانی بود که پیشنهاد وصف هستی شناختی طبیعتِ واقعیت را داد.

هستی‌شناسی یا اونتولوژی (به فرانسوی: Ontologie) مطالعه فلسفی طبیعت هستی، شدن، وجود یا حقیقت است؛ همچنین به عنوان پایه مقولات وجود و روابطشان. هستی‌شناسی که به‌طور سنتی به عنوان بخشی از شاخه‌های عمده از فلسفه، یعنی متافیزیک شناخته می‌شود، اغلب با سوالاتی از قبیل اینکه چه چیزهایی وجود دارند یا ممکن است گفته شود وجود دارند و اینکه چگونه چنین اشیایی ممکن است در یک سلسله مراتب گروه‌بندی شوند و طبق شباهت‌ها و تفاوت‌هایشان تقسیم‌بندی شوند. اگرچه هستی‌شناسی به عنوان یک امر فلسفی به شدت فرضی است، همچنین در علم اطلاعات و تکنولوژی کاربردهایی مانند مهندسی هستی‌شناختی دارد. یک تعریف بسیار ساده از هستی‌شناسی این است که ببینیم کلمه «چیز» در بافت (به انگلیسی: context) چه معنایی دارد.

## بررسی اجمالی

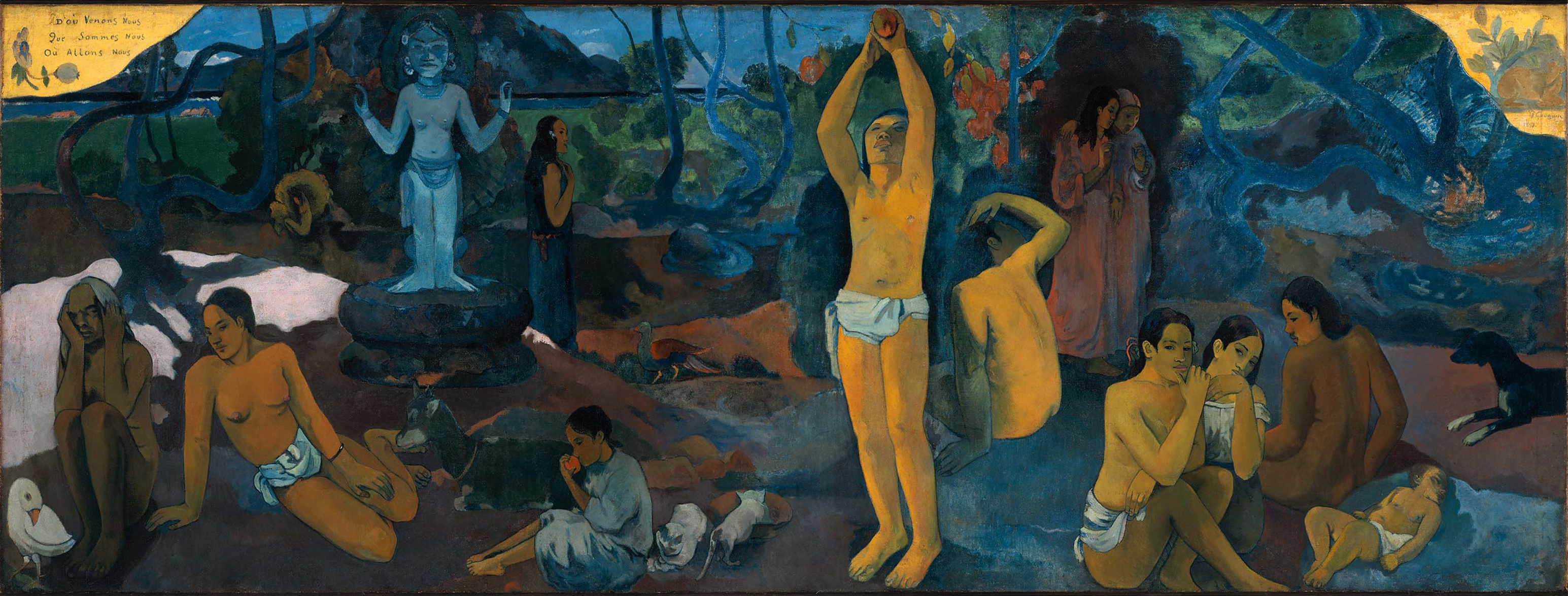
از کجا آمده‌ایم؟ کیستیم؟ به کجا می‌رویم؟ نقاشی اثر پل گوگن، نقاش فرانسوی

برخی از فیلسوفان، به ویژه از مکتب افلاطونی، ادعا می‌کنند که همه اسم‌ها (از جمله اسم‌های انتزاعی) به اشیای موجود اشاره می‌کنند. دیگر فیلسوفان ادعا می‌کنند که اسم‌ها همیشه اشیا را نامگذاری نمی‌کنند، بلکه برخی از آن‌ها نوعی خلاصه‌نویسی برای ارجاع به گردایه‌ای از اشیاء یا رخدادها را فراهم می‌کنند. در دیدگاه دوم، ذهن، به جای ارجاع به یک شیء، به مجموعه‌ای از رخدادهای ذهنی اشاره می‌کند که توسط یک فرد تجربه می‌شود؛ جامعه به گردایه‌ای از اشیای دارای برخی ویژگی‌های مشترک اشاره می‌کند، و هندسه، به مجموعه‌ای از نوعی خاص از فعالیت‌های فکری اشاره می‌کند. بین این قطب‌ها از واقع‌گرایی و نام‌گرایی، انواعی از واقع‌گرایی متعادل قرار دارد. یک هستی‌شناسی ممکن است شرحی ارائه دهد که چه واژگانی به موجودات اشاره می‌کنند، و چه واژگانی نمی‌کنند، چرا و اینکه چه دسته‌بندی‌هایی نتیجه می‌شود.

### برخی از پرسش‌های بنیادین
پرسش اصلی هستی‌شناسی شامل موارد زیر هستند:
- «چه چیز را می‌توان گفت که وجود دارد؟»
- «چیز (شی) چیست؟»[۳]
- «در چه دسته‌هایی، در صورت وجود، اشیای موجود را می‌توانیم مرتب کنیم؟»
- «معنای وجود چه چیزهایی هستند؟»
- «چه حالات مختلفی از بودن اشیاء وجود دارد؟»

فلاسفه متعددی پاسخ‌هایی برای این سوالات ارائه کرده‌اند. ارائه پاسخ‌های مختلف به این پرسش است. یکی از روش‌های رایج شامل تقسیم نهاد و گزاره‌های موجود به دو گروه‌هایی تحت عنوان نام مقولات یا دسته‌هاست. البته چنین فهرست‌هایی از مقولات با یکدیگر تفاوت‌های گسترده‌ای دارند و از طریق چارچوب‌بندی طرح‌های مقولاتی مختلف است که هستی‌شناسی به شاخه‌هایی مانند علوم کتابداری و هوش مصنوعی مرتبط می‌گردند. چنین درکی از مقولات وجودی، اگرچه، صرفاً آرایه شناختی و طبقه‌بندی هستند.

### مفاهیم
دوگانه‌های اساسی هستی شناختی عبارتند از:
- عام‌ها و خاص‌ها
- جوهر و عرض
- اشیای انتزاعی و محسوس
- ذات و وجود
- جبرگرایی و اختیارگرایی
- یگانه‌انگاری و دوگانه‌گرایی
- ایدئالیسم و ماتریالیسم

### انواع
فلاسفه می‌توانند هستی شناختی‌ها را به روش‌های مختلف با استفاده از معیارهایی مانند درجه انتزاع و زمینه کاربرد آن مشخص کنند:
1. هستی‌شناسی بالایی: مفاهیم حامی توسعه یک آنتولوژی‌های، متا-آنتولوژی (فراهستی‌شناسی).
2. هستی‌شناسی دامنه: مفاهیم مربوط به یک موضوع یا حوزه خاص، مورد علاقه برای مثال، فناوری اطلاعات یا زبان‌های رایانه‌ای، یا شاخه‌هایی خاص از علم
3. هستی‌شناسی رابط: مفاهیم مربوط به ارتباط دو رشته
4. هستی‌شناسی فرایند: ورودی، خروجی، محدودیت‌ها، توالی اطلاعات، مشمول در کسب و کار یا فرایندهای مهندسی.

## تاریخچه

### ریشه‌شناسی
کلمه مرکب هستی‌شناسی (به انگلیسی: ontology) ترکیبیست از onto-از یونانی ὄν، به معنای «بودن؛ آنچه که هست» و -logia یعنی «گفتمان منطقی».

## هستی‌شناسی مدرن از دیدگاه آلن بدیو
در هستی‌شناسی کلاسیک صحبت از «وحدت بنیادیِ وجود» است، اما برای آلن بدیو هیچ کل تامِ وحدت‌یافته‌ای در کار نیست. برخلاف ارسطو که داعیهٔ اینکه «جوهرها هستند» را داشت، بدیو بر «وضعیت‌ها هستند» یا به عبارت دیگر «کثرت‌های کثیر هستند» معتقد است. به اعتقاد ارسطو هر جوهر، وحدتی است متعلق به یک کل تام و تمام که خود یک وحدت است در حالی که از دید بدیو هیچ وحدتِ اساسی یا آغازینی برای این کثرت‌ها در کار نیست. 
 به عقیده بدیو، رسالتِ هستی‌شناسی مدرن، گسستن از تصور وحدت بنیادیِ وجود در هستی‌شناسی کلاسیک است.

## هستی‌شناسی اسلامی
مسائل وجود یا وجودشناسی (انتولوژی) در فلسفهٔ اسلام تطور و تنوع یافته‌است. از دوازده مسئلهٔ اصلی وجود فقط دو سه مسئله، آن هم نه چندان مهم، در دورهٔ قبل از اسلام مطرح بوده‌است، مثل بداهت وجود، اشتراک معنوی وجود؛ و در آنجا گفته‌ایم اول کسی که این مسئله را به شکل دورانی طرح کرد؛ یعنی به این شکل طرح کرد که در هر ممکن الوجود یکی از دو حیثیت باید اصیل و دیگری باید اعتباری باشد، میر داماد است، ولی میر داماد اصالت ماهیت را انتخاب کرد. صدرالمتألهین برخلاف استادش میر داماد اصالت وجود را انتخاب کرد و از زمان او تا عصر ما هر وارد در فلسفه‌ای آمده، این را انتخاب کرده‌است. تنها لاهیجی صاحب شوارق است که از آن عدول کرده‌است. البته افراد غیر وارد و غیر صاحب نظر بوده‌اند که از اصالت ماهیت دفاع کرده‌اند، مثل آنچه مرحوم شیخ محمد صالح مازندرانی معروف به علامهٔ سمنانی گفته‌است. به هر حال اول کسی که اصالت وجود را به شکل حکیمانه مبرهن ساخت صدرالمتألهین است. این مسئله به شکل‌های دیگر سابقه دارد.
عرفا (تا آنجا که ما اطلاع داریم از زمان محیی الدین به بعد) مسئلهٔ اصیل بودن وجود را عنوان کرده‌اند، ولی از نظر آن‌ها وجود مساوی است با ذات حق و غیر وجود همه چیز کثرت است و خیال و وهم؛ یعنی عارف برای ممکنات دو حیثیت که یکی حقیقی است و دیگری اعتباری قائل نیست.
در کلمات فلاسفه از قبیل بوعلی و بهمنیار و خواجه نصیر الدین سخن از اینکه «وجود» (حتی در ممکنات) امری حقیقی و واقعی است آمده‌است ولی نه به شکل دورانی که «وجود» اصیل است یا «ماهیت» و اگر «وجود» اصیل است پس ماهیت امر اعتباری است، و بدون توجه به آثار و لوازم اصالت وجود و اعتباریت ماهیت؛ و با توجه به این در عین اینکه در برخی کلمات این فلاسفه تصریح شده‌است که وجود امری اصیل است در برخی کلمات دیگر بر مبنای اصالت ماهیت سخن رفته‌است؛ گویی (بدون توجه) هم وجود را اصیل می‌دانسته‌اند و هم ماهیت را؛ و چون این مسئله به‌طور روشن برای فلاسفه مطرح نبوده‌است در کلمات هیچ‌یک از آن‌ها فصلی برای این مطلب بسیار مهم باز نشده‌است. به نظر می‌رسد که نظریهٔ عرفا از یک طرف و بحث‌ها و جدل‌های متکلمان در باب «زیادت وجود بر ماهیت» یا «عینیت وجود با ماهیت» از طرف دیگر و بعلاوه مسئلهٔ «انّیّت صرف بودن واجب الوجود» یعنی اینکه ماهیت واجب الوجود عین وجود اوست، این سه رشته بحث تدریجاً به آنجا کشیده‌شد که میر داماد برای نخستین بار مسئلهٔ دوران امر میان «اصالت ماهیت» و «اعتباریت وجود» یا «اصالت وجود» و «اعتباریت ماهیت» را مطرح کرد و خود اصالت ماهیت را برگزید و صدرالمتألهین که بر سر چنین مسئلهٔ مهم آماده شده و طرح شده - ولی کج استنباط شده - رسید، پس از مدتی پیروی از میر داماد، راه مخالف او را پیمود و قائل به اصالت وجود شد و براهینی - که در کتب وی متفرق است - بر اثبات اصالت وجود اقامه کرد؛ حاجی سبزواری آن براهین را که در کتب وی متفرق بود در یک جا جمع آورد.

## بیشتر بخوانید
- هستی‌شناسی (علم اطلاعات)
- هستی‌شناسی نرم (سیاست)
- هستی‌شناسی ضعیف (مفهوم سیاسی)